# Лусон
Лусон (на тагалог: Luzon) е най-големият и най-населеният остров във Филипинския архипелаг, територия на Филипините.

## Географска характеристика

### Географско положение, граници, големина
Остров Лусон е разположен е в северната част на архипелага, като на запад се мие от водите на Южнокитайско море, на изток – от водите на Филипинско море, а на юг – от водите на море Сибуян. На север протока Бабуян (28 km) го отделя от о-вите Бабуян, на югозапад протоците Верде (18 km) и Момпог (18 km) го отделят съответно от островите Миндоро и Мариндуке, на юг протоците Буриас (18 km), Тикао (18 km) и Сан Бернардино (16 km) – от островите Буриас, Тикао и Самар, на югоизток протока Македа (9 km) – от остров Катандуанес, а на изток протока Полильо (18 km) – от остров Полильо. В тези си граници остров Лусон има площ от 109 965 km² и население 53 340 000 души (2015 г.).

### Брегове
Конфигурацията на острова е много разнообразна. Северната му част е масивна и заема над 3/4 от цялата му площ. Югоизточно от езерото Бай започва дълъг (над 300 km) и тесен (от 15 до 65 km) полуостров. Източното и северното му крайбрежие е слабо разчленено, а на запад, югозапад и югоизток то е изрязано от многочислени заливи (Лингаен, Субик, Манила, Таябас, Рагай, Сорсогон, Албай, Лагонай, Сан Мигел, Лопес и др.) и полуострови (Батаан, Бондок и др.), които са с удобни пристанища. На изток и север преобладават скалистите и стръмни брегове.

### Релеф, полезни изкопаеми
Релефът на Лусон е разнообразен и представлява сложно съчетание от планини, междупланински и крайбрежни равнини. В северната му част се издига планината Централна Кордилиера (дължина около 270 km, ширина до 110 km) с най-високата точка на острова връх Пулог 2922 m, а покрай източното му крайбрежие – планината Сиера Мадре (дължина над 300 km, височина 1885 m). Между двете планини се простира обширна равнина (ширина до 60 km), по която тече река Кагаян. На запад е разположена планината Самбалес (дължина 180 km, височина 2037 m), а източно от нея Централнолусонската равнина, по която протичат реките Пампанга на юг и Агно на север. Дългият и тесен югоизточен полуостров е предимно с планински релеф с максимална височина вулкана Майон 2462 m. Освен Майон на острова има още няколко действащи вулкана Банахао (2165 m), Булусан (1565 m) и др. На остров Лусон се експлоатират находища на злато, хромови, медни и железни руди.

### Климат, води
Климатът е субекваториален, мусонен На острова въздействат североизточния зимен и югозападния летен мусон, поради което сухите периоди са ограничени и нерегулярни. Средната температура на въздуха в северните равнини е 23 – 25°С, на юг 27 – 29°С, а в планините е значително по-прохладно. Годишната сума на валежите варира от 1200 mm в долината на река Кагаян до над 4000 mm по западните, наветрани склонове на планината Централна Кордилиера. Често през острова преминават опустошителни тайфуни. Почти целогодишно реките са пълноводни, като най-големите са Кагаян, Абулуг, Пампанга и Агно.

### Растителност, стопанство
Планините на острова са заети от субекваториални вечнозелени и мусонни листопадно-вечнозелени гори, а в равнините преобладават саванните ландшафти, които понастоящем почти повсеместно са земеделски усвоени. Главните селскостопански култури са: ориз, царевица, кокосова палма, захарна тръстика, абака, тютюн. Тук са разположени най-големите градове на Филипините, в т.ч. столицата Манила.